# مدرسة حياتي
مدرسة حياتي هي مدرسة تاريخية تعود إلى القاجاريون، وتقع في كرمان.